# Gérard Garitte
Gérard Garitte (Houdeng-Gœgnies, 15 janvier 1914 - Houdeng-Gœgnies, 27 août 1990), est un philologue, helléniste et spécialiste des langues arménienne, copte et géorgienne, membre de l'Académie royale de Belgique (Classe des Lettres et des Sciences morales et politiques).

## Biographie
Docteur en philosophie et en lettres de l'Université catholique de Louvain (dans les années 1940) (Philologie classique), il fit la Campagne des 18 jours. Il entame sa carrière professorale à l'Université de Louvain en 1946: il y dispensera les cours de histoire de Byzance, de grec byzantin et de grec moderne, d'arménien, de copte et de géorgien. En 1950, il devient le directeur de la revue Museon. Il est nommé expert de l'UNESCO en 1957 à propos du conflit opposant Israël et l'Égypte à propos du Sinaï. Il reçoit le Prix Francqui en 1959, devient académicien en 1969 et est admis à l'éméritat en 1978.
Il fonde l'ACAPSUL (association du personnel scientifique de l'Université de Louvain) avec Georges Lemaître en 1962, qui, lorsqu'éclata la Crise de Louvain, s'opposa avec virulence à l'expulsion des étudiants wallons et francophones de Louvain. Membre d'honneur de Rénovation wallonne, il n'apprécia pas la position de son fondateur Robert Royer qui plaida en faveur de l'implantation d'une Université de Louvain pluraliste en Wallonie.